# اتيان بيكانتو
اتيان بيكانتو (بالفرنسية: Étienne Comar) (و. 1965  م) هو كاتب سيناريو، ومخرج أفلام، ومنتج أفلام فرنسي، ولد في باريس.

## وصلات خارجية
- اتيان بيكانتو على موقع IMDb (الإنجليزية)
- اتيان بيكانتو على موقع قاعدة بيانات الأفلام العربية
- اتيان بيكانتو على موقع ألو سيني (الفرنسية)
- اتيان بيكانتو على موقع أول موفي (الإنجليزية)
- اتيان بيكانتو على موقع قاعدة بيانات الأفلام السويدية (السويدية)
- اتيان بيكانتو على موقع قاعدة بيانات الفيلم (الإنجليزية)
- اتيان بيكانتو على موقع كينوبويسك (الروسية)